# Pandemia de holeră din 1899-1923
Pandemia de holeră din 1899-1923 sau A șasea pandemie de holeră a fost o pandemie de holeră care a debutat  în 1899 în nord-estul Indiei și s-a răspândit prin Asia de Vest spre Europa până în anul 1923, precum și spre Asia de Est și Asia de Sud-Est.
Înafară de subcontinentul indian, cele mai afectatate zone au fost, în Europa Rusia Europeană și Peninsula Balcanică, iar în Asia, Asia de Vest și Asia de Sud-Est. Dacă în Europa, situația a fost agravată de Războaiele Balcanice și de Primul Război Mondial, în Asia de Est și Asia de Sud-Est, perioadele de agravare ale bolii au fost dependente, cel puțin parțial, de recrudescențele epidemice din subcontinentul Indian.

## Debutul
Deși după cea de-a cincea pandemie de holeră, cazurile de holeră nu dispăruseră complet din Asia de Vest și chiar din Egipt, totuși debutul celei de-a șasea pandemii s-a aflat în relație cu un puseu epidemic din India. Importanța recrudescenței locale a eventualelor focare persistente în vestul Asiei nu a avut, în context, decât cel mult o importanță secundară.
Astfel, în 1899 situația epidemică a început să se degradeze în subcontinentul indian, ceea ce s-a soldat cu apariția unor pusee epidemice de boală la Calcutta și Bombay, în 1900. Până în 1904, prevalența holerei deja crescuse în zona sudică a Indiei (cu precădere în Provincia Madras⁠(en)[traduceți]), precum și în zona de nord a subcontinentului. Mai mult, infecția a avut de la bun început tendința de a se răspândi dincolo de limitele Indiei.

## Depășirea limitelor subcontinentului Indian
Holera s-a extins în anul 1900 spre vest, în Afganistan și Golful Persic, precum și în Birmania și Singapore, în 1901, ceea ce a determinat o progresie spectaculoasă a bolii spre est, în 1902.
În același an, 1902, în care pandemia a progresat spre est, boala a fost răspândită probabil de pelerinii care au părăsit Madras pe cale maritimă, în portul Jidda (astăzi Djedda – alternativ Jeddah) și de aici, la Mecca, unde în ultima săptămână a lunii februarie 1902, boala a ucis 4.000 de oameni.

### Nordul Africii și Asia de Vest
Cu toate măsurile de precauție luate, totuși extensia bolii spre Egipt nu a putut fi prevenită și aceasta devenită mainifestă mai întâi la Assiut, s-a răspândit în timp pe teritoriul egiptean și a avut drept efect 34.000 de victime în trei luni.
Prin Peninsula Sinai, boala a ajuns în Siria în anul 1903 și de aici în Asia Mică și pe coasta Mării Negre, în Palestina, Mesopotamia și Persia.
Ulterior, manifestările holerei au continuat să fie frecvente în Arabia și Persia. 
- În Arabia boala a fost prezentă sub formă epidemică până în 1912, cu epidemii la Mecca la sfâșitul anului 1907 (severă, având ca origine pelerinii veniți din Odesa), 1910 și 1911 (severă) și în restul Hejazului în 1908 (cu mai mult de 25.000 de victime) și 1909.[3]
- În Persia, holera s-a manifestat agresiv în 1906. În 1908, deși a fost reimportată din nord, nu a dus la mari ravagii. A fost consemnată de asemenea în anii 1911, 1912, precum și în mod persistent în intervalele 1914-1919 și 1922-1923.[4]
- În Turcia asiatică, boala a cunoscut o recrudescență stimulată de Marele Război, în 1916, epidemii fiind înregistrate ulterior și în Mesopotamia în 1918, 1919 și 1923, precum și în Palestina în 1918.[4]

În 1911, holera a fost importată în Tunisia din Italia, generând un puseu epidemic, pe plan local.

### Imperiul Rus

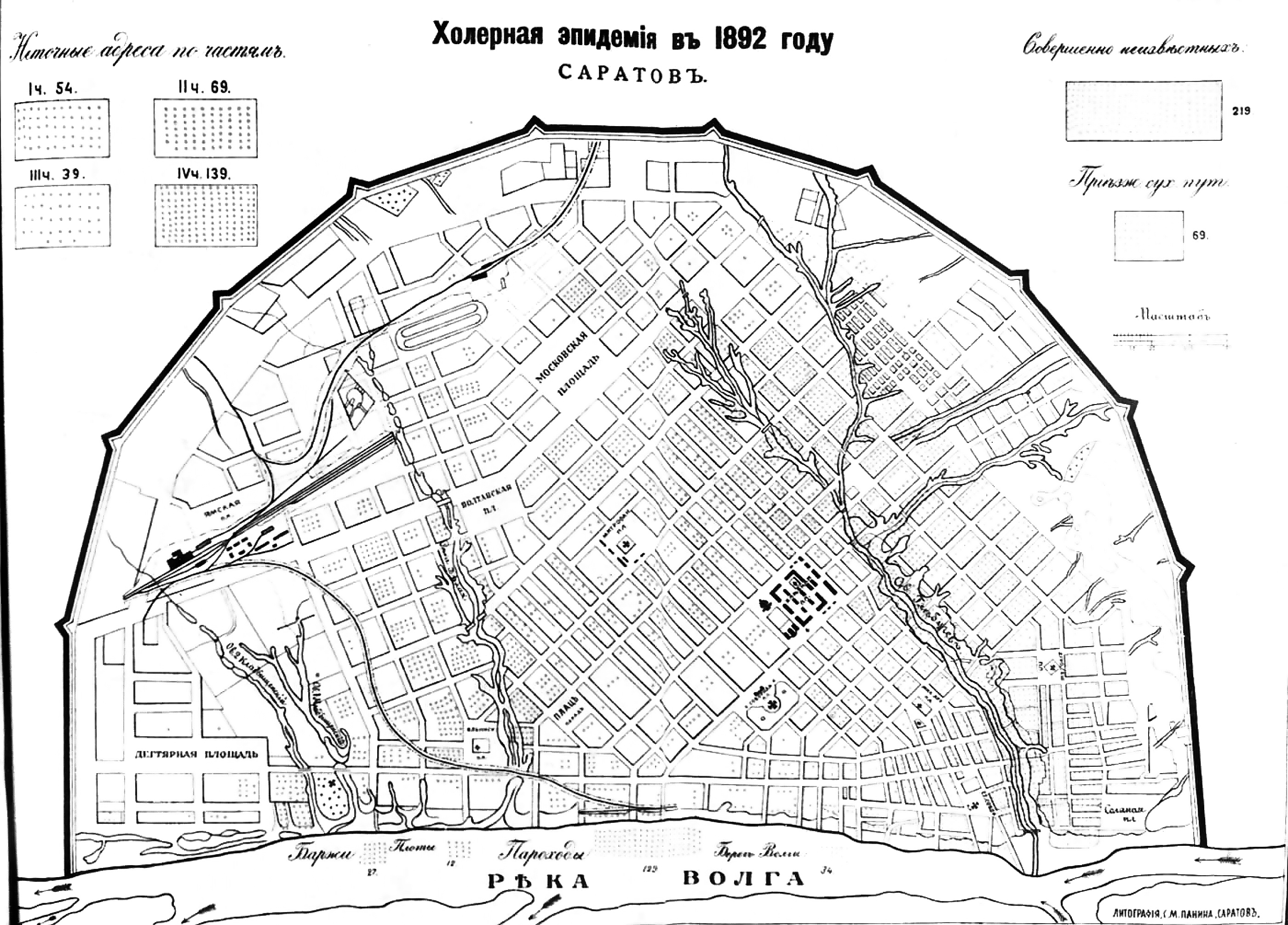
Hartă din 1892, arâtând răspândirea holerei în Saratov.

În 1904, holera ajunsese prin Samarkand la Baku, port la Marea Caspică, unde în septembrie același an a devenit epidemică. Mai departe s-a răspândit spre vest, în Transcaucazia și spre nord prin Astrahan până la Volga, ajungând la Samara și chiar mai departe, în Siberia de Vest.

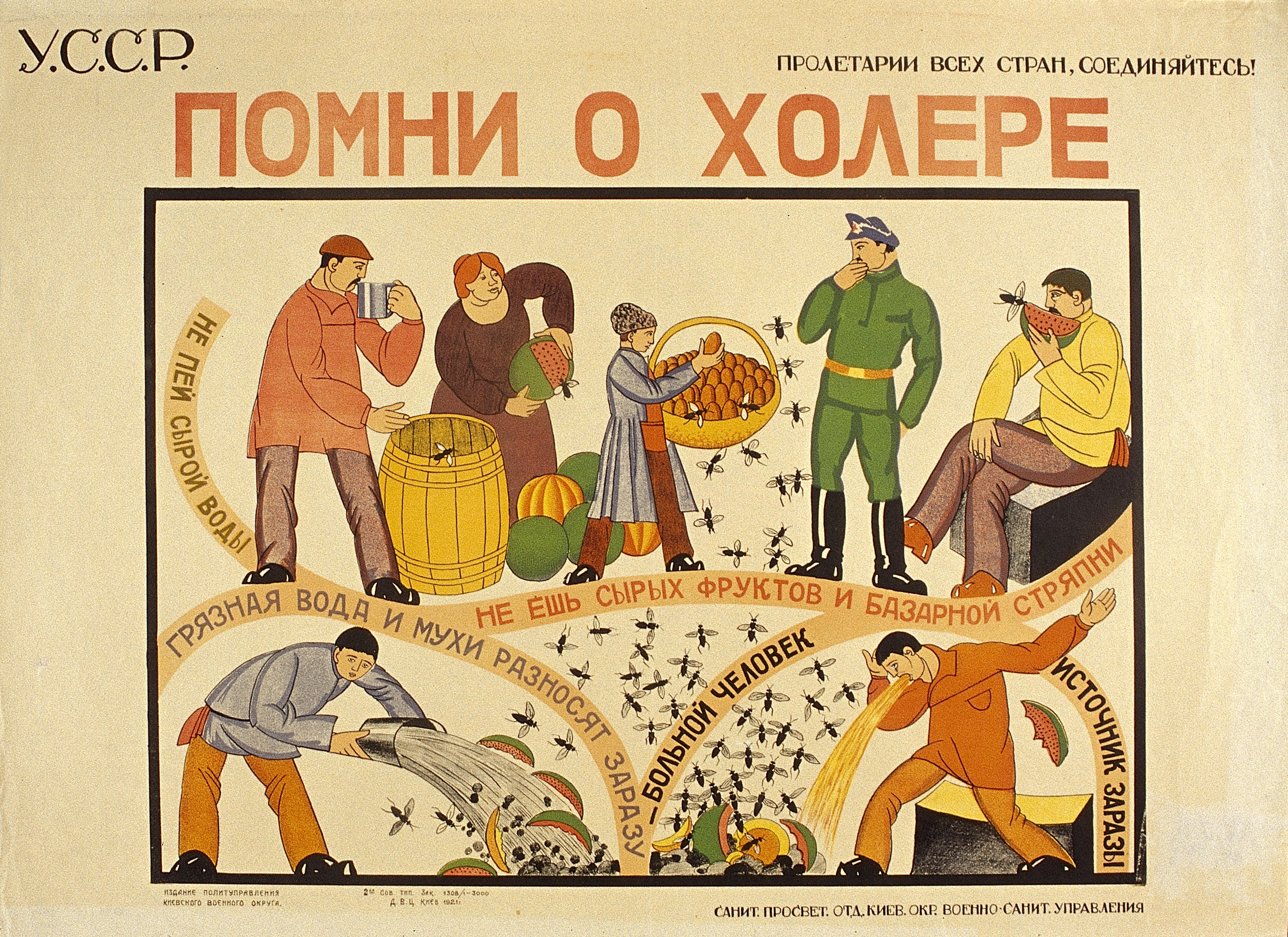
Litografie din 1921 de educaţie sanitară din Ucraina: „Proletari din toate ţările, uniţi-vă ! Nu uitaţi de holeră.” În stânga sus: „Nu beţi apă nefiartă”; dreapta sus: „Nu consumaţi fructe nespălate şi mâncare luată de la piaţă”; jos stânga: „Apa murdară și muștele transmit boala”; jos dreapta : „Bolnavul este o sursă de infecție”

Răspândirea holerei a rămas în anul 1905 limitată la văile Uralului, Volgăi și Donului, în 1906 aceasta părând că diminuă, pentru ca în 1907 să capete din nou caracter epidemic în bazinul Volgăi. În 1908, ajunsese deja în nord până la Sankt Petersburg și în unele dintre porturile de la Marea Baltică, în vest în porturi rusești de la Marea Neagră și în est în Trans-Caspia⁠(en)[traduceți]
, Turkestan și Siberia
Deși incidența bolii s-a redus, în 1909, a crescut din nou anul următor până la peste 230.000 de cazuri în Rusia europeană (din care aproximativ 110.000 de decese), epidemii severe fiind consemnate în Ekaterinoslav, Sankt Petersburg, Kiev și Orenburg. În 1911 incidența a scăzut semnificativ, cazurile părând să devenină sporadice în 1912 și 1913.
Primul Război Mondial a determinat o recrudescență a bolii, un maxim de cazuri consemnându-se în 1915 și 1918. Incidența a crescut din nou în 1920 și ulterior, în 1921, la cifre foarte mari (peste 207.000 de cazuri fiind consemnate numai în Rusia europeană). Cifre mari s-au constatat și în 1922, pentru ca epidemia să regreseze semnificativ în 1923. În 1924 și 1925 s-au consemnat exclusiv cazuri sporadice de boală.

### Europa de Vest și America
În America boala nu s-a răspândit, cel mai vestic punct atins de un puseu epidemic fiind reprezentat de Madeira, unde în octombrie 1910 a acostat o navă cu imigranți din Rusia pentru America de Sud, cu cazuri de boală nedeclarate. Un total de 1769 de cazuri cu 600 de decese au fost consemnate aici până în luna februarie 1911. În restul Europei cazurile au fost, fie sporadice, fie sub forma unor focare avortate, în rarele cazuri în care boala s-a răspândit. Un astfel de exemplu a fost portul Rotterdam, unde boala a ajuns din import, în 1909. Au existat astfel aici 26 de cazuri cu 6 decese, precum și cazuri izolate în 18 comunități din Țările de Jos.
Este de remarcat astfel, că, afectarea Europei de Vest a fost semnificativ limitată, în raport cu pandemiile anterioare de holeră.

### Europa Centrală și de Sud-Est
Spre diferență de Europa de Vest, în Europa Centrală și Europa de Sud-Est epidemia s-a manifestat cu mai mare gravitate, deși proporțional, afectarea a fost mai mică decât în pandemiile anterioare.
- Italia a fost afectată inițial puțin semnificativ și în zona sudică (Apulia și Napoli), în 1909, pentru ca în vara anului 1910, boala să provoace în câteva săptămâni 1.400 de victime, datorită cazurilor de import reprezentate de țiganii veniți din Rusia prin Brindisi. Limitată tot la zona sudică, în 1910, în 1911 boala s-a manifestat în tot arealul italian (inclusiv în Sicilia). Doar câteva localități au fost însă, în mod serios afectate. În același an, din Italia holera s-a răspândit în Tunisia.[5]
- Sporadică în Ungaria în 1909, boala s-a manifestat prin câteva pusee epidemice în anul următor și ulterior, din nou în 1913. Situația s-a agravat, însă, în primii doi ani ai Primului Război Mondial, afectată fiind și Austria, datorită cazurilor de import având ca origine prizonierii de război ruși, inițial, și ulterior sârbi.
- În Germania holera a fost portată, fără efecte desosebite, în anul 1914 în Silezia prusiană de trupele austro-ungare, venite din Volânia-Podolia. În interiorul țării însă, boala a fost dusă în mod similar,[5] de prizonierii de război ruși. Ca efect al vaccinării sistematice care se practica în Armata Germană, incidența holerei a rămas mică în rândurile militarilor, fiind mai mare însă, la cei aflați în Turcia.[3]

- Mult mai serios, adesea în mod grav, a afectat holera Peninsula Balcanică, unde Războaiele Balcanice din perioada 1912-1913 și Primul Război Mondial au contribuit la răspândirea ei. Prezentă în Turcia și Grecia încă din 1910, a afectat Bulgaria, Muntenegru și Serbia începând din 1911, România în 1913,  Albania, Bosnia-Herțegovina și insula Corfu în 1916 și Macedonia în 1918.[3] În România au existat în perioada 1908-1911[6] un număr mic e cazuri de import, din Rusia.[7] De asemenea, boala a afectat din nou România în 1916[8] și 1922.[3] Epidemii semnificative au fost în Turcia în perioada 1911-1912 (boala fiind prezentă însă în întregul interval 1911-1920), în România în 1913, în Serbia  în 1913-1914 (afectată per ansamblu între 1911-1915) și în Bosnia-Herțegovina, în 1916.[3]

### Asia de Est și de Sud-Est
Invazia Birmaniei și a Malaeziei, în 1901, a determinat în anul următor răspândirea bolii în întreg Orientul Îndepărtat. China (inclusiv Manciuria), Coreea, Japonia și Filipinele au fost astfel invadate de holeră, cu toate că este posibil ca, în unele dintre țări, noul val de infecții să fi reactivat doar focarele deja existente. Acestea, în majoritatea țărilor implicate, erau perene și continuaseră de fapt să fie frecvente, amplitudinea și intensitatea manifestării bolii în focarele respective fiind variabile.
Drept efect al progresiei bolii spre est au apărut, în zonele respective, epidemii în mod particular severe, situația fiind deosebit de gravă în unele dintre zone (Burma și Filipine) în 1908, 1909 sau în ambii ani. Acest interval a fost precedat de un interval în care, în perioada 1905-1908, în India holera a fost deosebit de agresivă (constatându-se aproximativ 400.000-580.000 de decese anual).
În 1918-1919, decesele prin holeră au fost neobișnuit de multe în Java. În China și Thailanda boala s-a manifestat agresiv în 1919. În paralel, în India numărul victimelor, în acești doi ani, a depășit din nou 500.000 anual (aproxiamtiv 557.000 în 1918 și 565.00 în 1919.

## Consecințe
Ce-a de-a șasea pandemie de holeră a constituit fundalul unor scrieri, precum Dragostea în vremea holerei și Moartea la Veneția, de Gabriel García Márquez și respectiv, de Thomas Mann.